# Хирзутизам
Хирзутизам је синдром прекомерног раста тамних или грубих длак или појачана маљавост мушког типа код жена у  областима тела карактеристичним за мушкарце (лице, груди и леђа). Може се манифестовати као изолована промена, или као део израженије клиничке слике, праћене и другим знацима као што су хиперандрогенизам, менструални поремећаји, неплодност или метаболичке промене повезане са хиперинсулинемијом/инзулинском резистенцијом.
Хирзутизам  због козметички проблема може бити значајан узрок емоционални и менталних патњи. Спада у најчешћи ендокрини поремећај који погађа скоро 10% жена у Сједињеним Америчким Државама. 

## Епидемиологија
Тачна преваленција хирзутизма није добро позната, и креће се од 10% до више од 50% случајева. Сматра се да је хирзутизам најчешћи код тамнопутих особа.
Психолошки проблем који ова болест изазива зависи од етничких и социо-културних фактора. У неким друштвима у којима се недостатак косе сматра важним критеријумом женске лепоте, минимални хирзутизам би се могао сматрати тешким поремећајем, док би се у другим друштвима могао прихватити много израженији хирзутизам. 
Хирзутизам се може јавити код мушкараца, али га је тешко препознати. Код деце, хирзутизам је знак прераног пубертета.
Такође хирзутизам се може јавити код жена које престану да узимају оралне контрацептиве и добију на тежини.

## Етиологија
Хирзутизам је резултат деловања андрогена на кожу које зависи од неколико повезаних фактора: 
- нивоа андрогена и СХБГ

- последичног односа слободних хормона/везаних хормона,
- степена осетљивости коже на андрогене,

- способности претварања андрогена у естрогене

- других међуконверзија између стероида.

### Врсте
Може се класификовати у две категорије: 
а) Хирзутизам повезан са хиперпродукцијом андрогена у жлездама локализованим  у јајницима и/или надбубрежним жлездама 
б) Хирзутизам настао као резултат изоловане хиперутилизације циркулишућих андрогена од стране пилосебацеозног фоликула , што одговара идиопатском хирзутизму. 
Најчешћи узрок хирзутизма жлезданог порекла је синдром полицистичних јајника. Некласична урођена надбубрежна хиперплазија због недостатка 21-хидроксилазе је најчешћи узрок хирзутизма надбубрежног порекла, иако је њена преваленција, међу хирзутним женама у целини, релативно ниска. Други мање чести узроци су Кушингов синдром и вирилизирајући тумори јајника или надбубрежне жлијезде. 

## Патологија
Хирзутизам који се сматра поремећајем зависним од андрогена настаје као резултат интеракције између нивоа андрогена у циркулацији и осетљивости фоликула длаке на андрогене. Кожа може задржати тестостерон у активнијем андрогену, дихидротестостерону (ДХТ) преко ензима 5 алфа-редуктазе од којих постоје два изоензима, типа 1 (хромозом 5) и 2 (хромозом 2), присутних у кожи и фоликулу длаке. Поред тога, кожа и пилосебацеални фоликул имају андрогени рецептор (АР).
Након искључивања егзогеног уноса андрогена, хирзутизам је резултат или хиперсекреције андрогена, из јајника или надбубрежне жлезде, или повећане кожне осетљивости коже на нормалне циркулишуће нивое андрогена. Овај последњи случај је „идиопатски хирзутизам“.

## Дијагноза
Код жена са умереним до тешким хирзутизмом, требало би потражити додатне знакове хиперандрогенизма, укључујући 
- темпоралну рецесију косе,
- масну кожу,
- мушки глас,
- добро развијену мускулатуру,
- повећање клиториса ( >35 mm2 површине),
- нередовне менструације,
- психолошке промене (нпр. повећан либидо, агресивност).

Детаљан преглед абдомена и карлице је важан код пацијената са хирзутизмом јер је више од половине тумора надбубрежне жлезде и јајника који луче андрогене палпабилно.
Биолошка процена
Основна биолошка процена се врши у раној фоликуларној фази (трећег до шестог дана циклуса, рано ујутро, наташте) и након прекида могуће оралне контрацепције два или три циклуса осим ако се сумња на туморски узрок. Ова процена обухвата:
- укупни тестостерон,
- дехидроепиандростерон сулфат,
- делта4-андростендион (делта4А),
- лутеинизирајући хормон (ЛХ) / фоликулостимулишући хормон (ФСХ),
- 17-хидроксипрогестерон,
- глобулин који везује стероидне хормоне.

У случају поремећаја менструалног циклуса (аменореја, олигоменореја), укључени су стимулативни тироидни хормон (ТСХ) и пролактинемија (ПРЛ).
Према клиничким налазима, може се додати кратки тест супресије дексаметазоном (Кушингов синдром), тест стимулације адренокортикотропног хормона (АЦТХ) и продужени тест супресије дексаметазоном (касни адреногенитални синдром), тест толеранције на угљене хидрате или ХОМА индекс. (синдром инсулинске резистенције).
Дијагноза идиопатског хирзутизма је дијагноза искључења. Отприлике 15% до 50% жена које пате од хирзутизма припада овој категорији. Његова патогенеза је тада паралелна са патогенезом примарне андрогене алопеције.

## Диференцијална дијагноза
Хипертрихоза
Хипертрихоза је дифузно повећање длака које се формирају у подручјима која не зависе од андрогена (често образи и руке). Хипертрихоза се текође карактерише прекомерним растом длака на нормално длакавим областима код жена. 
Може бити последица вишка глукокортикоида, узимања одређених лекова (фенитоин, пенициламин, циклоспорин, миноксидил, диазоксид) и системских поремећаја (анорексија нервоза, хипотироидизам, порфирија, дерматомиозитис). Хипертрихоза је често последица породичног или етничког карактера и има препубертални почетак.
Лануго
Лануго је појава меких пахуљастих длака које могу да расту по целом телу новорођенчета, најчешће на леђима и раменима. Може се наћи свуда по телу детета осим на длановима, уснама и стопалима. Беба се може родити са мало или пуно длака на телу.

## Терапија
Медикаментна терапија
Лечење нетуморског хирзутизма и даље укључује оралну контрацепцију. Својим гестагеном инхибира осовину хипоталамус-хипофиза, а тиме и производњу андрогена у јајницима; својим естрогеном повећава СХБГ. Комбинује се са антиандрогеним третманом: флутамид, спиронолактон, ципротерон ацетат, финастерид, са променљивим, али упоредивим резултатима.
Орални контрацептиви су први третман избора јер потискују производњу андрогена у јајницима. Међутим, они често не дају резултате. Поред тога, за жену која жели трудноћу, овај третман можда није идеалан.
Познато је да спиронолактон блокира андрогене рецепторе и други је најчешћи третман. Може се комбиновати чак и са оралним контрацептивима. Међутим, побољшање је споро и траје много месеци. 
Финастерид се користи за лечење хирзутизма и пожељан је јер нема естрогенску или прогестеронску активност. Међутим, не препоручује се женама у репродуктивном добу јер постоји ризик од двосмислених гениталија код фетуса. 
Флутамид је још један нови третман, и иако делује, лек је скуп и има потенцијал да изазове оштећење јетре.
Хиперандрогенизам надбубрежне жлезде успоравају мале дозе кортикостероида.
Раст фине косе може се инхибирати применом ефлорнитина два пута дневно. 
Нефармаколошка терапија
Како се ефекат лечења лековима јавља тек после 1 до 2 године, клиничари користе козметичке приступе који су прикладни и за хипертрихозу:
- бријање,
- механичко уклањање длака,
- промена боје длака водоник пероксидом,
- хемијска депилација (нпр. тиогликолатом).

Раст фине косе може се инхибирати применом ефлорнитина два пута дневно. Електролиза се не користи тако често као у прошлости, осим у случају грубих белих длачица. Замењена је дуготрајном депилацијом ласерима за депилацију и различити уређаји за интензивно пулсирање.
Хируршко лечење
У случају туморског процеса неопходна је хируршка ексцизија тумора. Оваријектомија може бити индикована код тешког хиперандрогенизма код жена у менопаузи или перименопаузи.